# 直接的模倣音
直接的模倣音とは、様々な楽器の音や環境音などを言語音を使わずに模倣した音であり、ボイス・パーカッション（正しくは、ボーカル・パーカッション）やヒューマンビートボックス等で使用される。

## 定義
様々な楽器の音や環境音などを、人間の発話器官を使って再現した音のことである。オノマトペのような言語音を介さず、音響的特徴をそのまま模倣することから直接的模倣音と呼ばれている。

## 解説

### 用語の背景
この用語は、ボーカル・パーカッションやヒューマンビートボックスなどで用いられる音を、言語音を使って表現されるオノマトペと区別するために用いられるようになった。音声学では、人間がコミュニケーションのために発音器官（口腔、鼻腔、舌、歯、胸腔など）を使って発する音を音声と定義している。さらに音声は、言語に使用されている声や息を意味する「言語音」と、それ以外の音である「非言語音」とに二分することができる。この定義にしたがえば、「直接的模倣音」は、非言語音に分類される。
ボーカル・パーカッションやヒューマンビートボックスの奏者は、発話器官を使って楽器や環境音をまるで実際の音であるかのように作り出す技術を持っている。例えば、マイケル・ウインスロー（Michael Winslow: 1959～）には、ターンテーブルのスクラッチ音やドラムセット、エレキギターなどのを模倣した音のレパートリーが、1,000種類以上あると言われており、ウインスローが出演する映画『ポリスアカデミー』シリーズでは、このような音が映画の中で多用されている。また、ヒューマンビートボックスの最大級のコミュニティサイトHUMANBEATBOX.COMでは、ヒューマンビートボックスで用いられる音を最低でも17カテゴリー124種類あると分類している。